# 警察白書
警察白書（けいさつはくしょ）とは、日本における警察活動に対して、広く国民の理解を得るために警察庁が作成している白書である。

## 概要
「その時代の社会背景を元に、どのような犯罪が発生し、それに対して警察がどのような対策を講じているか」を知ることができる。
近年では、世界中に広がりあらゆる分野で必要不可欠となったインフラストラクチャーであるインターネットに関する犯罪を重点的に取り上げている。また、かつては重視されてこなかった「少年犯罪」や、「犯罪被害者・遺族のケア」などの取り組みも掲載されている。
他に、最近の犯罪情勢を分析し、その対策として交番機能の強化や広域捜査力の強化、最新の科学技術の捜査への活用などが提言されている。
他の白書と同じく、インターネットでも閲覧することが可能である。警察活動は市民に密着する性質のものであるため、過去の白書に関しては内容こそ変わらないが、個人のプライバシーに係るものや時代の変遷により不適切となった用語等が逐次修正されている。
公安情勢の項では、国会に議席を有する日本共産党の動向について必ずページを割いて解説を行っている。